# Danilo Kiš
Danilo Kiš (cyr. Данило Киш; ur. 22 lutego 1935 w Suboticy, zm. 15 października 1989 w Paryżu) – serbski pisarz, poeta, eseista i tłumacz. Przedstawiciel nurtu postmodernistycznego w literaturze, w swej prozie wykorzystywał wątki autobiograficzne. Autor licznych przekładów poezji francuskiej, rosyjskiej i węgierskiej.

## Biografia
Matka Kiša pochodziła z Czarnogóry, jego ojciec był węgierskim Żydem. Podczas wojny Kiš stracił ojca i kilku innych bliskich krewnych, którzy zginęli w nazistowskich obozach. Przez pewien czas (do 1948 roku) mieszkał na Węgrzech, następnie przeniósł się do Jugosławii.
Kiš studiował literaturę na Uniwersytecie Belgradzkim. Pracował też bardzo aktywnie do 1960 roku w czasopiśmie Vidici. W 1962 roku opublikował swoje dwie powieści Mansarda oraz Psalam 44. W 1973 roku został laureatem prestiżowej nagrody "NIN" za powieść Peščanik (Klepsydra), którą to nagrodę zwrócił parę lat później z powodu sporu politycznego. W następnych latach Kiš otrzymywał kolejne krajowe i międzynarodowe nagrody zarówno za swą poezję, jak i prozę.
W latach 1962–1981 żonaty z Mirjaną Miocinović, po separacji pozostawał w nieformalnym związku z Pascale Delpech, aż do przedwczesnej śmierci.
Był członkiem Serbskiej Akademii Nauk i Sztuk.

## Twórczość
Proza Kiša wzbudza skojarzenia z twórczością Brunona Schulza, przede wszystkim dzięki powracającemu motywowi Ojca – Edwarda Kiša (Kohna), w książkach pojawiającego się pod postacią Edwarda Sama. Pisarz występuje w nich jako Andreas Sam, chłopiec dorastający w wojennej biedzie na węgierskiej wsi i żyjący w stałym strachu przed zadenuncjowaniem i wywózką. Znaczna część twórczości (Ogród, popiół, Wczesne smutki, Klepsydra) Kiša stała się poszukiwaniem prawdy o ojcu, często przedstawianym w magiczno-bajkowy sposób.

## Dzieła
- Mansarda: satirična poema, 1962 (powieść, wyd. polskie 1997 Mansarda, poemat satyryczny)
- Psalam 44, 1962 (powieść, wydanie polskie 2016 pt. Psalm 44)
- Bašta, pepeo, 1965 (powieść, wyd. polskie 1967 pt. Ogród, popiół)
- Rani jadi: za decu i osetljive, 1969 (zbiór opowiadań, wyd. polskie 2003 pt. Wczesne smutki)
- Peščanik, 1972 (powieść, wyd. polskie 1978 pt. Klepsydra)
- Po-etika, 1972 (eseje)
- Po-etika, knjiga druga, 1974 (eseje)
- Grobnica za Borisa Davidoviča: sedam poglavlja jedne zajedničke povesti, 1976 (zbiór opowiadań, wyd. polskie 1989 pt. Grobowiec dla Borysa Dawidowicza)
- Čas anatomije, 1978 (eseje)
- Noć i magla, 1983 (Noc i mgła dramat, wyd. polskie w: Wczesne smutki, 2003)
- Homo poeticus, 1983 (eseje i wywiady; wybór esejów pt. Homo poeticus, mimo wszystko, 1998)
- Enciklopedija mrtvih, 1983 (opowiadania, wyd. polskie Encyklopedia umarłych, 1991)

## Wydane pośmiertnie
- Gorki talog iskustva, 1990 (wywiady, wyd. polskie 1999 pt. Życie, literatura, wybór)
- Život, literatura, 1990 (wywiady i eseje)
- Pesme i prepevi, 1992 (poezje)
- Lauta i ožiljci, 1994 (opowiadania, wyd. polskie pt. Lutnia i blizny w: Magiczne miejsce, 1996)
- Skladište, 1995 (teksty różne)
- Varia, 1995 (eseje, artykuły prasowe i opowiadania)
- Pesme, Elektra, 1995 (poezje i adaptacja dramatu "Elektra")